# Gomme !
Gomme ! (sous-titré : « bandes dessinées pour tous ») est un mensuel de bande dessinée tous publics français dont les 26 numéros ont été publiés par Glénat d'octobre 1981 à janvier 1984.

## Séries publiées
- Balade au bout du monde par Laurent Vicomte et Makyo
- Bastos et Zakousky par Pierre Tranchand et François Corteggiani
- Brunelle et Colin par François Bourgeon et Robert Génin
- Chafouin et Baluchon par Pierre Tranchand et François Corteggiani
- Le Chariot de Thespis par Christian Rossi
- Mathieu Lamy par Gine et Didier Convard
- Norbert et Kari par Christian Godard
- Patrick Maudick par Patrick Dumas
- Percevan par Philippe Luguy, Jean Léturgie et Xavier Fauche
- Robinson et Zoé par Philippe Bercovici et François Corteggiani
- Storm par Don Lawrence et Dick Matena
- Tel et Matic par Roger Brunel
- Testar le robot par Ramón Monzón et François Corteggiani
- Yann le migrateur par Claude Lacroix et Robert Génin